# Криволак
Криволак (мкд. Криволак) је насеље у Северној Македонији, у средишњем делу државе. Криволак је насеље у оквиру општине Неготино.

## Географија
Криволак је смештен у средишњем делу Северне Македоније. Од најближег већег града, Кавадараца, насеље је удаљено 20 km североисточно.
Насеље Криволак се налази у историјској области Тиквеш. Село је смештено у долини реке Вардар, у средишњем делу Тиквешке котлине. Насеље је положено на приближно 140 метара надморске висине, у равничарском подручју.
Месна клима је измењена континентална са значајним утицајем Егејског мора (жарка лета).

## Становништво
Криволак је према последњем попису из 2021. године имао 1.163 становника. Почетком 20. века претежно становништво били су Турци, који су после Првог светског рата иселили у матицу, а на њихово место дошли су преци данашњих становника.
Претежна вероисповест месног становништва је православље.
| Национални састав према попису из 2021.‍ | Национални састав према попису из 2021.‍ | Национални састав према попису из 2021.‍ | Национални састав према попису из 2021.‍ | Национални састав према попису из 2021.‍ |
| --------------------------------------- | --------------------------------------- | --------------------------------------- | --------------------------------------- | --------------------------------------- |
|                                         |                                         |                                         |                                         |                                         |
| Македонци                               | Македонци                               |                                         | 504                                     | 43,3%                                   |
| Роми                                    | Роми                                    |                                         | 340                                     | 29,2%                                   |
| Срби                                    | Срби                                    |                                         | 75                                      | 6,4%                                    |
| непописани                              | непописани                              |                                         | 113                                     | 9,7%                                    |